# Jimmy Bruno
Jimmy Bruno (nacido el 22 de julio de 1953) es un guitarrista de jazz estadounidense de Filadelfia.

## Biografía
Nacido en Filadelfia, empezó a tocar la guitarra a los 7 años. Inició su carrera profesional a los 19 años, realizando giras con Buddy Rich.  Jugó durante muchos años en Los Ángeles antes de regresar a Filadelfia.
Cuenta como influencias a Johnny Smith, Hank Garland, Joe Pass, Tal Farlow, Wes Montgomery, Howard Roberts, Jim Hall y Pat Martino. 
En marzo de 2011, abrió el Taller de guitarra de Jimmy Bruno,  un sitio web que permite a los estudiantes aprender de él a través de lecciones en video. Un estudiante puede ver videos de Bruno enseñando, grabar un video y luego enviárselo para que lo revise.

## Discografía

### Como líder
- Sleight of Hand (Concord Jazz, 1992)
- Burnin'  (Concord Jazz, 1994)
- Concord Jazz Guitar Collective con Howard Alden & Frank Vignola (Concord Jazz, 1995)
- Like That con Joey DeFrancesco (Concord Jazz, 1996)
- Live at Birdland (Concord Jazz, 1997)
- Full Circle con Howard Alden (Concord Jazz, 1998)
- Live at Birdland II (Concord Jazz, 1999)
- Polarity con Joe Beck  (Concord Jazz, 2000)
- Two For the Road con Jennifer Leitham (CD Baby, 2000; re-release: Azica, 2005)
- Midnight Blue (Concord Jazz, 2001)
- Solo (Mel Bay, 2004)
- Maplewood Avenue con Tony Miceli & Jeff Pedras (Affiliated Artists, 2007)

### Como acompañante
- Pixanne, Bloop or Blink (Pixanne, 1975)
- Tommy Tedesco, Carnival Time (Trend, 1985)
- Tommy Tedesco, Fine Fretted Friend (Discovery, 1992)
- Jack Wilkins, Heading North (String Jazz, 2001)